# 무르테르섬

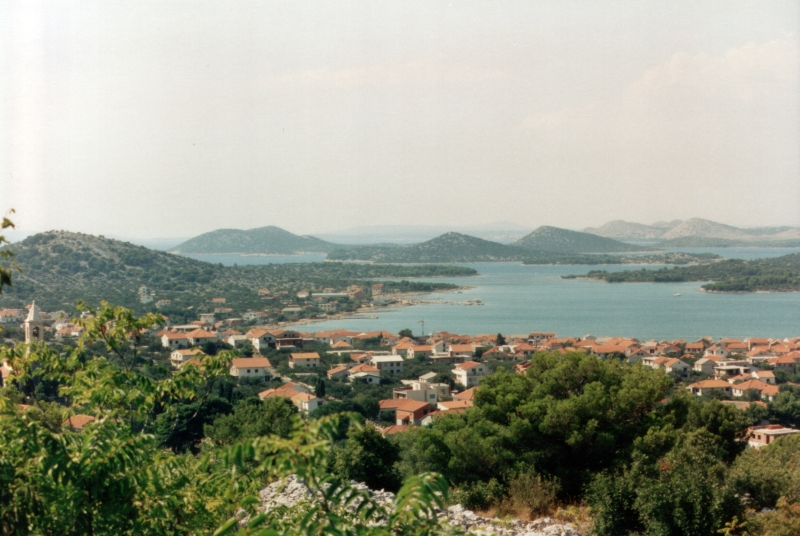
무르테르섬 (1995년 6월)

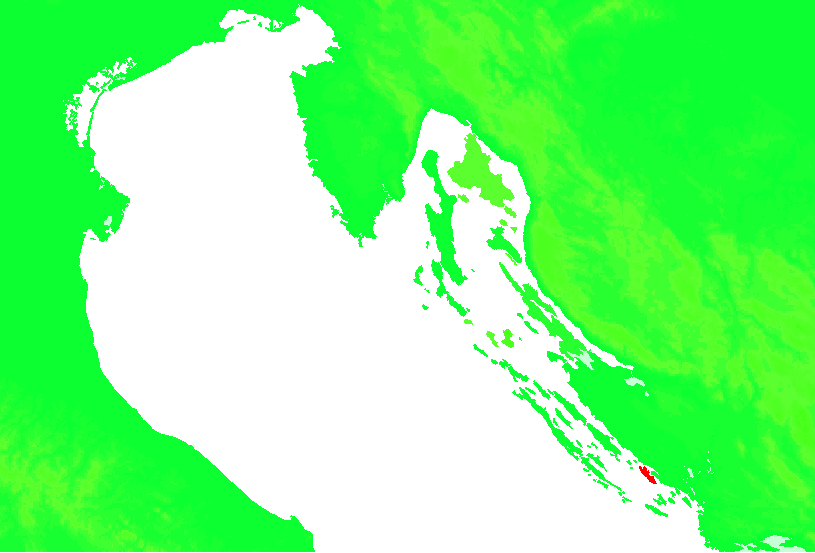
무르테르섬의 위치

무르테르섬(크로아티아어: Murter, 이탈리아어: Mortero, 라틴어: Colentum)은 아드리아해에 위치한 크로아티아의 섬으로 면적은 18.7km2, 높이는 125m, 인구는 5,192명(2011년 기준), 인구 밀도는 277.65명/km2이다.
행정 구역상으로는 시베니크크닌주에 속하며 시베니크 군도의 북서부에 위치한다. 섬의 남서부 연안은 모래로 작은 만으로 갈라져 있고 뒤덮인 가파른 경사가 많은 편이다. 섬의 해변은 바위가 많고 모래로 뒤덮인 지형을 띤다.